# An der schönen blauen Donau

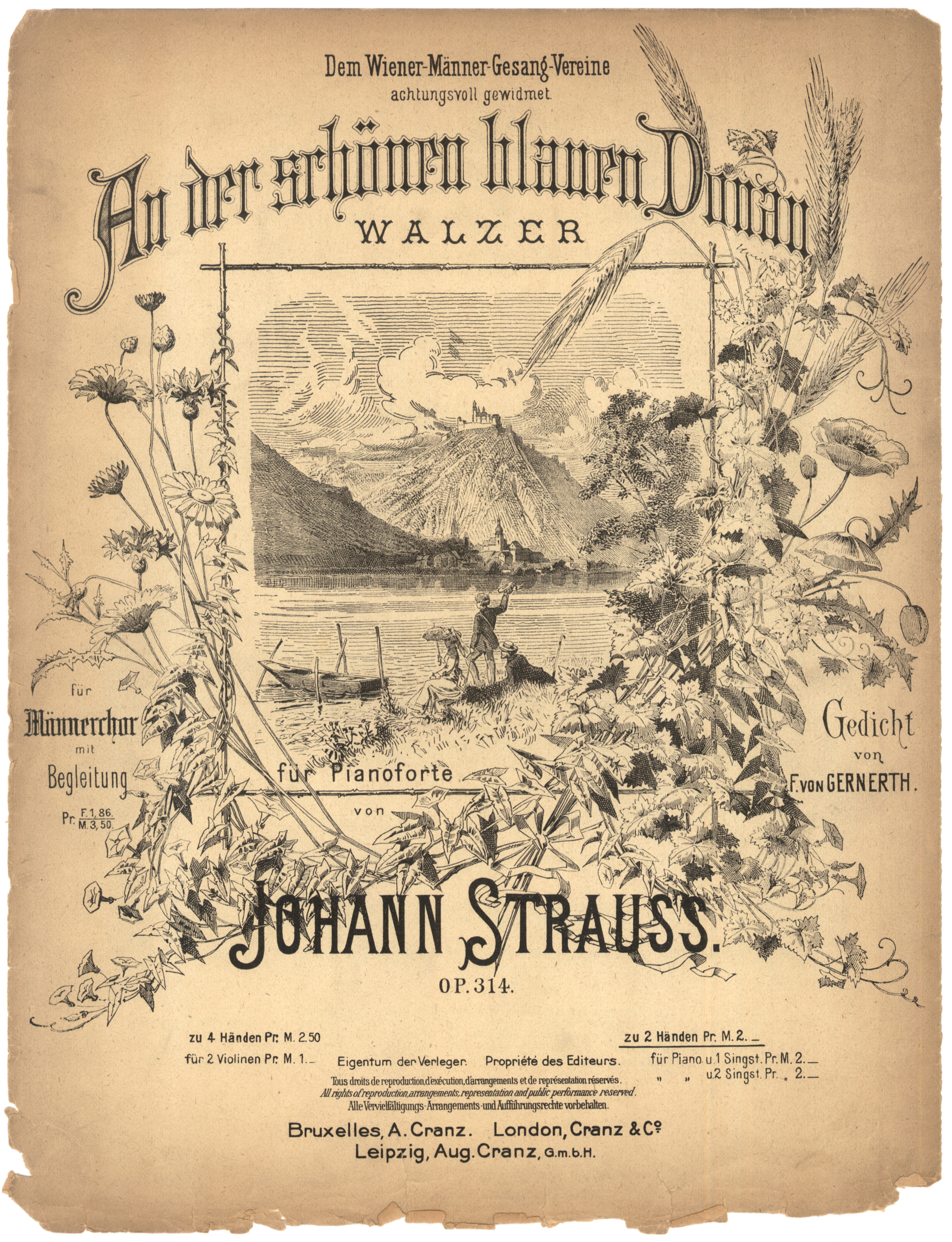
Framsida till klaverutdraget av An der schönen blauen Donau.

An der schönen blauen Donau (ofta förkortat till Donauwalzer), op. 314, är en vals av Johann Strauss den yngre. Den spelades första gången den 15 februari 1867  i Dianabad-Saal i Wien i en körversion. Den första orkesterversionen ägde rum den 10 mars 1867 i parken Volksgarten i Wien. När det gäller valsen bygger den på melodier som Strauss redan använt i tidigare verk. Valsen blev snart en hedershymn för landet Österrike och spelas regelbundet vid årsskiftet.
Donauwalzer räknas som den inofficiella hymnen för staden Wien och torde vara kompositörens allra mest kända komposition. Samma dag som Strauss dog, den 3 juni 1899, hölls en utomhuskonsert i Volksgarten. När budet om kompositörens död nådde dirigenten Eduard Kremser meddelade han publiken det sorgliga beskedet och började sedan under allmän tystnad spela An der schönen blauen Donau som en hyllning.

## Bakgrund

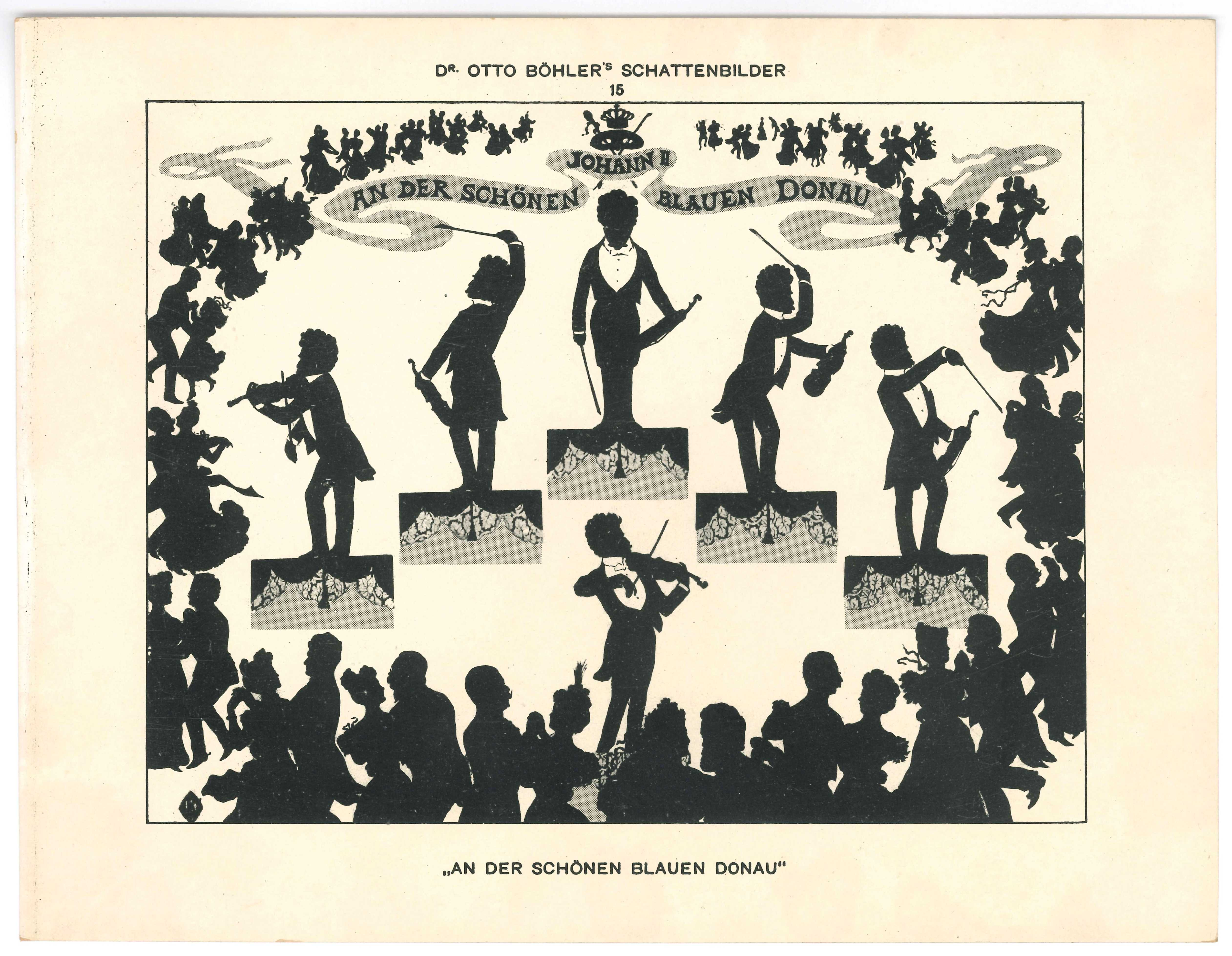
Skuggbilder av Otto Böhler.

När Johann Strauss i början av juli 1865 återvände till Wien efter en längre tids semester fann han ett brev från den berömda manskören Wiener Männergesang-Verein (Wiens manskörsförening). Körledaren Johann Herbeck bjöd in Strauss till deras "Sommer-Liedertafel" (Sommarsånger) den 17 juli i förorten Hietzing och bad honom att komponera en ny vals att uppföras där och då. Det hade gått arton år sedan Strauss senast hade skrivit valsen Sängerfahrten (op. 41) till kören, men han kände sig ändå tvungen att tacka nej. I ett brev daterat den 8 juli 1865 svarade han varför: 
"Då mina kontrakterade relationer med ledningen i Pavlovsk, som har engagerat mig och på grund av sjukdom förhindrat mig att närvara där på utsatt tid, tyvärr har blivit ansträngda och förmodligen kommer dras inför domstol, är det omöjligt för mig att detta år acceptera denna hedrande och smickrande inbjudan att delta i konserten den 17 i denna månad. Men jag förbinder mig härmed till påföljande sommar, om jag fortfarande lever, att gottgöra mig vad jag nu är förhindrad från att göra, och med glädje ska jag erbjuda den ärade kommittén en nyskriven komposition speciellt för tillfället i fråga, liksom min personliga medverkan. Er tillgivne, Johann Strauss"
1866 påmindes Strauss om sitt avlagda löfte till sångföreningen. Men kriget mellan Preussen och Österrike samma år försenade återigen projektet. Eftersom många baler och karnevaler fick ställas in under kriget enades Strauss och sångföreningen om att satsa allt på karnevalen 1867. Då var det tänkt att sångföreningen skulle ersätta sin sedvanliga "Narrenabend" med en mer stillsam sångafton.

## Historia

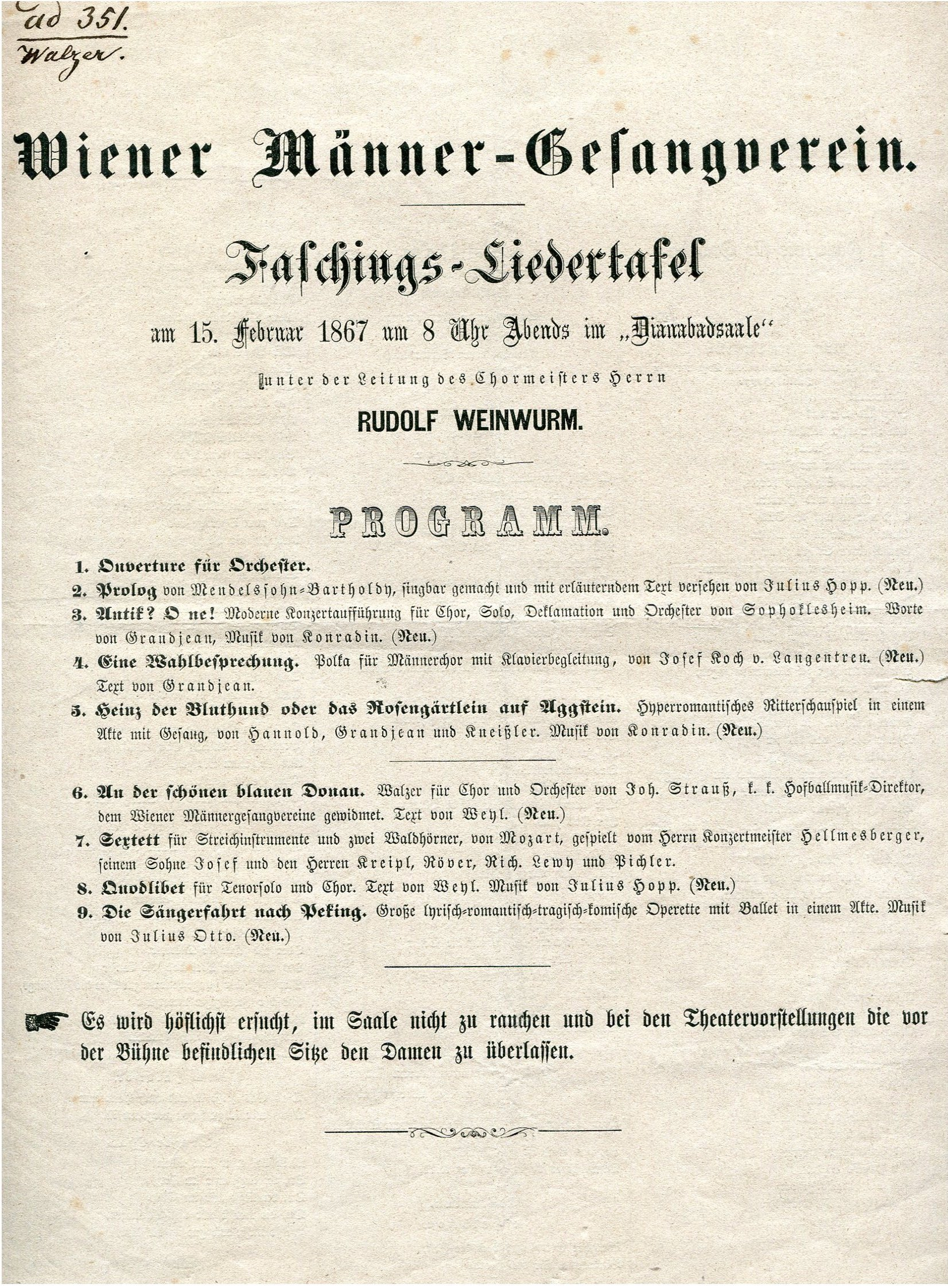
Programblad till uruppförandet den 15 februari 1867.

I all hast satte Strauss i gång med att sammanfoga sina valsskisser till premiären, som från början var tänkt att gå av stapeln den 10 februari men som senare blev framflyttad till den 15 februari. Till en början fick sångföreningen ett fyrdelat oackompanjerat körstycke bestående av fyra valser utan inledning och med endast en kort coda (utgiven i tryck i januari 1867). Kort tid därefter åstadkom Strauss ett i hast nedskrivet pianoackompanjemang med ursäkten: "Förlåt den slarviga och dåliga handstilen – jag var tvungen att få den klar inom några minuter. Johann Strauss". Sångföreningens "huspoet", diktaren Josef Weyl (1821–1895), till yrket poliskommissarie och barndomsvän med Strauss, skrev en delvis satirisk och ironisk text till de fyra valsdelarna och codan. Weyl hade redan fullbordat uppgiften då Strauss lade till en femte valsdel, vilket tvingade Weyl att ändra om orden i den fjärde valsen, skriva nya ord till den femte och ändra om texten till codan. Körpartierna infogades av körledaren Rudolf Weinwurm  och senare tillkom orkesterversionen för militärmusik (vid premiären framfördes valsen av en militärorkester ledd av antingen Josef Wiedemann eller eventuellt Johann Proksch från Straussorkestern).
Strauss (eller eventuellt någon annan) använde två dikter av den ungerske poeten Karl Isidor Beck som komplettering till den ursprungliga texten, vilken för övrigt inte nämner floden Donau vid namn. Becks anspelning på den "vackra blå Donau" syftar emellertid inte på Wien utan på Becks födelseort Baja: 
Und Ich sah Dich reich an Schmerzen,
und Ich sah Dich jung und hold,
wo die Treue wächst im Herzen
wie im Schacht das edle Gold,
an der Donau, an der schönen blauen Donau.
Wieder war mein Herze blühend,
der verschneite, öde Strauch.
Knospen kamen freudesprühend,
Nachtigallen kamen auch
and die Donau, an die schönen blauen Donau.
Repetitionerna började i mitten av januari, men i slutet av månaden hade valsen ännu inte fått något namn utan sångföreningen kallade den mestadels "Vals för kör och orkester av Johann Strauss". Emedan det är allmänt vedertaget att strofen "An der schönen blauen Donau" härrör sig från Becks melankoliska dikt "Stille Lieder" är det inte känt vem som valde att namnge valsen med dessa ord. Det ska betonas att i Weyls text görs inga referenser alls till floden Donau. Kort tid före premiären försågs den nya valsen med ett orkesterackompanjemang och Strauss lade då även till den skimrande, transparenta inledningen genom vilken verket omedelbart känns igen. 
Den 15 februari 1867 framfördes körversionen (fortfarande utan inledning och coda) av valsen i Dianabad-Saal av den omkring 130 man starka Wiener Männergesang-Verein under ledning av kormästaren Rudolf Weinwurm och ackompanjerad av 'Georg V:s, Kung av Hannover, Infanteriregemente Nr 42', som för tillfället var stationerat i Wien. Johann Strauss var förhindrad att närvara då han samma afton spelade vid det kungliga hovet i Hofburg. Trots konsertens osedvanligt långa tid – en 5 timmar lång tillställning med kvalmig temperatur, två parkettrader med sittande damer och över 1 200 manliga åskådare bakom dem – applåderades "Donauwalzer" (det sjätte av programmets nio nummer) entusiastiskt och fick tas om.

## Efter premiären
De tidiga biografierna över Johann Strauss hävdade att valsen gjorde fiasko vid premiären. Men förstahandskällorna visar på motsatsen. Tidningen Fremdenblatt skrev den 17 februari: "Valsen var sannerligen strålande, fylld av dansanta melodier som flödade ur sångarnas munnar liksom kristallklart bergsvatten... Verket möttes med jubel". Tidningen benämnde även verket som en "schlager", varmed musikhistoria skrevs då ordet "schlager" för första gången kunde beläggas. Recensenten i Die Presse skrev profetiskt: "Den charmanta valsen, med sina slagkraftiga rytmer torde snart tillhöra kompositörens mest populära dansstycken, och utgjorde sannerligen höjdpunkten i karnevalens sångprogram". 
Först efter uruppförandet den 15 februari 1867 komponerade Strauss inledningen och codan samt sammanställde orkesterversionen. Första gången som valsen spelades offentligt med orkester (komplett med inledning och coda) var söndagen den 10 mars 1867 i Volksgarten vid Straussorkesterns årliga "Carneval Revue", vilken tog sig form av en "Välgörenhetskonsert anordnad av Josef och Eduard Strauss, med deltagande av Johann Strauss, Kejserlig-Kunglig Hovbalsmusikdirektör". Johann Strauss framförde för första gången själv sin vals, som var tredje stycket av totalt inte mindre än tjugofyra nyheter komponerade av de tre bröderna Strauss till årets karneval. På grund av det stora antalet musikstycken denna afton gjorde An der schönen blauen Donau inget större intryck på publiken. Johann Strauss ska efter denna föreställning ha sagt till brodern Josef:
| ” | Själva valsen kan djävulen behålla, men för codans skull smärtar det mig - den hade jag gärna önskat en framgång. | „ |

Under de närmaste 23 åren framförde Wiener Männergesang-Verein valsen vid otaliga tillfällen, men karnevalsversionen visade sig vara begränsad på grund av sin satiriska text. 1890 skrev Franz von Gernerth (1821-1900) en ny text som började med de nu så familjära orden "Donau so blau...". Manskören framförde denna nya textversion första gången den 2 juli 1890 i Dreher Park i förorten Meidling. Det första klaverutdraget av valsen gavs ut i början av mars 1867 och på framsidan framgår det att den är tillägnad Wiener Männergesang-Verein. Strauss erhöll inget personligt honorar för valsen. Från sitt förlag C.A. Spina uppbar han en årslön och var förpliktad att komponera ett bestämt antal kompositioner varje månad. Valsen räknades in i detta avtal och förlaget gjorde inget undantag förutom att betala Strauss ett extra honorar på 25 Gulden. Senare skulle Strauss erhålla ytterligare betalning för valsen men inget som stod i paritet till vad förlaget tjänade på valsens omåttliga popularitet. Med tiden har endast orkesterversionen kommit att framföras och körversionen har helt försvunnit från repertoaren. En kort tid efter att noterna hade publicerats beräknades förlaget ha sålt fler än 1 000 000 kopior. På den tiden användes kopparplåtar vid tryckningen. En platta räckte till 10 000 avtryck, vilket var mycket till och med för en aldrig så populär melodi. Till Donauwalzer behövdes inte mindre än 100 plattor.
När Strauss sommaren 1867 for till Världsutställningen i Paris hade han valsen med sig i bagaget. Den 28 maj framförde han valsen på en bal som gavs av Österrikes ambassadör furst Richard von Metternich och dennes hustru Pauline von Metternich (se valsen Wiener Bonbons). Under den franska titeln Le beau Danube bleu blev valsen mycket spelad under den tid som utställningen pågick. En engelsk dam som var närvarande vid balen, Anna Lillie Moulton (senare Madame Hegermann-Lindencrone), skrev entusiastiskt i sin dagbok dagen därpå: "Den berömde Johann Strauss, kommen direkt från Wien enkom för detta tillfälle, stod med lyft batong och slog in 'Blå Donau' för första gången hörd i Paris... Och som Strauss spelade den!... Med glöd och 'entrain'!" Det tog inte lång tid innan verkets rykte hade nått vida långt och den 1 juli 1867 dirigerade Theodore Thomas det första amerikanska framförandet i New York med sin egen orkester, vilken senare skulle komma att bli den berömda Chicago Symphony Orchestra. Minder än tolv veckor senare, den 21 september 1867, dirigerade Strauss den första brittiska premiären av valsen (i en körversion med 100 mansröster) på Londons Royal Italian Opera House i Covent Garden. Efteråt noterade han i sin dagbok: "oerhörd tumult och glädje!!!".

## Orkesterbesättning

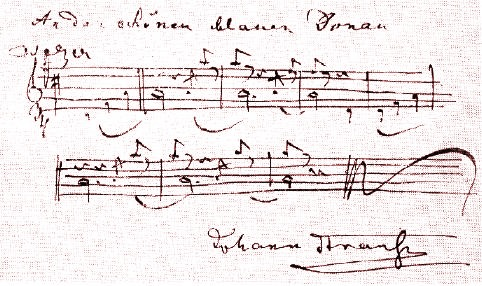
De första takterna av An den schönen blauen Donau, signerad av kompositören.

Orkestern i Donauwalzer består av följande instrument:
| Träblås 2 Tvärflöjter (Fl. 2 dubblerar på Piccolaflöjt) 2 Oboer 2 Klarinetter i C 2 Fagotter Bleckblås 4 Valthorn i F 2 Trumpeter i F Bastrombon Tuba | Slagverk Pukor Bastrumma Triangel Virveltrumma Stråkar Harpa Fioler I, II Altfioler Celli Kontrabasar |  |

## Textversioner
I den första versionen av valsen skrev Josef Weyl inledningsvis en text som började med orden "Fasching ist da" (Karnevalen är här). Weyl tog snart bort orden och skrev om texten. Den lyder nu (i premiärversionen: B = basar, T = tenorer):
| B: Wiener, seid froh … T: Oho, wieso? B: No-so blickt nur um - T: I bitt, warum? B: Ein Schimmer des Lichts … T: Wir seh'n noch nichts! B: Ei, Fasching ist da! T: Ach so, na ja! B: Drum trotzet der Zeit … T: (kläglich): O Gott, die Zeit … B: Der Trübseligkeit. T: Ah! Das wär' g'scheit! Was nutzt das Bedauern, das Trauern, Drum froh und lustig seid! | B: Wienare, var lyckliga ... T: Åho, varför? B: Nej, så bara se er omkring - T: Jag frågar varför? B: Ett glimmer av ljus ... T: Vi ser inget ännu! B: Åh, karnevalen är här! T: Jaså, jaha! B: Så trotsa tiden ... T: (ynkligt): Å Gud, tiden ... B: Tråkigt. T: Ah! Det skulle vara klokt! Vad tjänar det till att klaga, att sörja.. Därför var glad och munter! |

Redan 1868 ändrade Weyl sin text igen, så den började med orden: Was woll’n wir mehr?.
1889 skrev diktaren Franz von Gernerth en ny text med inledningsorden "Donau so blau", vilket gav valsen dess titel.
| Donau so blau, so schön und blau durch Tal und Au wogst ruhig du hin, dich grüßt unser Wien, dein silbernes Band knüpft Land an Land, und fröhliche Herzen schlagen an deinem schönen Strand. | Donau så blå, så vacker och blå genom dalar och ängar flyter du stilla fram, vårt Wien hälsar dig, dina silverstömmar knyter land till land, och lyckliga hjärtan bultar vid dina vackra stränder. |

## Hymn och Nyårstradition
Musikkritikern Eduard Hanslick rubricerade redan 1874 Donauwalzer som en "ordlös freds-Marseljäsen". I en österrikisk bok från 1888 räknas de tre viktigaste musikstycken upp: Kejsarhymnen, O du mein Österreich och Strauss Donauwalzer. Efter det första framförandet av Gernerths text skrev tidningen Die Presse: "Det är glädjande att 'Hymne der Stadt Wien', som sedan länge varit populär både i och utanför Österrike, nu äntligen har fått en text som är den värdig".
Då det vid Österrikes självständighetsförklaring den 27 april 1945 inte existerade någon nationalhymn sjöngs Donauwalzer framför parlamentsbyggnaden i Wien. Likaså sjöngs den av det österrikiska fotbollslandslaget vid den första matchen efter andra världskriget. Tillsammans med Radetzkymarschen, O du mein Österreich, den något modernare I am from Austria samt några andra räknas de som nationalhymner.
Traditionsenligt spelas Donauwalzer i österrikisk radio (i samtliga av ORF:s kanaler samt ungdomskanalen FM4) vid varje nyår samt i TV strax efter midnatt - precis efter att den stora kyrkoklockan Pummerin i Stephansdomen har slagit. Valsen är även ett stående inslag och en emotsedd höjdpunkt i den TV-sända Nyårskonserten från Wien, även om den inte ingår i det officiella programmet utan alltid framförs som extranummer (liksom Radetzkymarsch). Kutymen är att orkestern, efter att ha intonerat de första skimrande inledningstakterna, avbryts av publikens applåder varpå årets dirigent ber att få framföra sina och orkesterns nyårshälsningar. Därpå spelas valsen i sin helhet.
Österreichischer Rundfunk började sina försöksprogram i TV den 1 augusti klockan 17.00 med att spela Donauwalzer.
På 1960-talet framställdes en stiliserad elektronisk version på åtta toner. Denna sekvens spelades fram till slutet av 1980-talet strax före varje sändningsstart (morgon och eftermiddag). I bild syntes ORF-logotypen varpå meningen "Här är den österrikiska radion med sitt TV-program" följdes av en något längre paus med klocka och logotyp, därefter återigen tonsekvensen. Så länge som testbilden visades spelades valsen tillsammans med nationalhymnen.

## Andra referenser

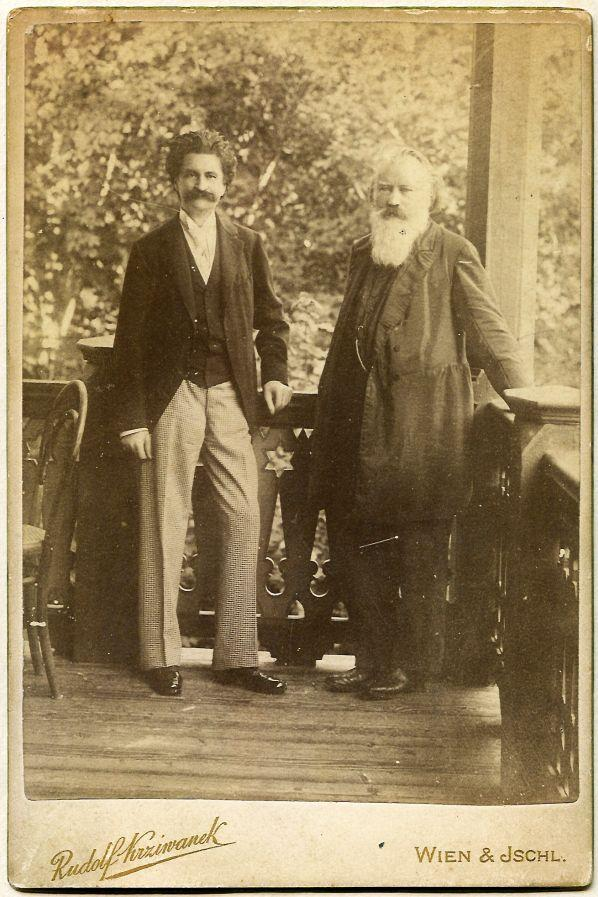
Johann Strauss den yngre och Johannes Brahms på balkongen till Strauss villa i Bad Ischl 1894.

- Johannes Brahms, som var nära vän till Johann Strauss, var en stor beundrare av valsen. Strauss tredje hustru Adèle bad en gång Brahms att signera hennes solfjäder. Brahms skrev då ned de första takterna av An der schönen blauen Donau och lade till:[15]

| ” | Tyvärr inte av Brahms! | „ |

- Maurice Ravel sa om valsen: "Vals är en form som har tjusat alla kompositörer. Men bara en handfull har lyckats. Mozart komponerade ländler, som redan är en form av wienerwals. Beethoven komponerade tyska danser. Och naturligtvis komponerades också Franz Schubert, Robert Schumann, Brahms, Emmanuel Chabrier och Claude Debussy valser. Men vem lyckades verkligen? Endast Johann Strauss. Han kunde på ett mirakulöst sätt komponera den vals som alla ville skriva. Den vackra blå Donau."[16]
- Den används som signaturmelodi för trafikradion i Nya Zeeland och för kustradion i Uruguay.
- Enligt Marcel Prawy spelade inhemska flygbolag i Österrike melodin på 1970- och 1980-talen som en lugnande effekt vid landningen. Sedan 2016 har det varit huvudtemat för pausprogrammen hos Austrian Airlines.
- Psykoanalytikern Alfred Pritz ansåg att den vackra blå Donau var en produkt av mörk wiensk humor, den wienska skammen: "Under andra Napoleonkriget... hade en rysk bataljon pressat ett franskt regemente ner i Donau och hundratals franska soldater drunknade. Nu var Donau full av franska blå uniformer. Donau var "så blå, så blå, så blå".[17]
- Valsen spelas i Danny Kayes film Grabben från Brooklyn då huvudpersonen använder valsen för att lära sig boxas.
- Den finns med i början av filmen År 2001 – ett rymdäventyr då en rymdfarkost svävar genom rymden.
- Valsen finns med även i filmen Roxanne när en grupp brandmän ska släcka elden i ett hus.
- Underhållaren och pianisten Victor Borge framförde ofta valsen vid sina shower och gjorde alltid ett komiskt nummer av att spela "fel" toner.

## Om valsen
Speltiden för orkesterversionen är ca 13 minuter och 35 sekunder, för körversionen med Weyls text ca 7 minuter och 10 sekunder, och för körversionen med von Gernerths text ca 7 minuter och 30 sekunder plus minus några sekunder beroende på dirigentens musikaliska tolkning.

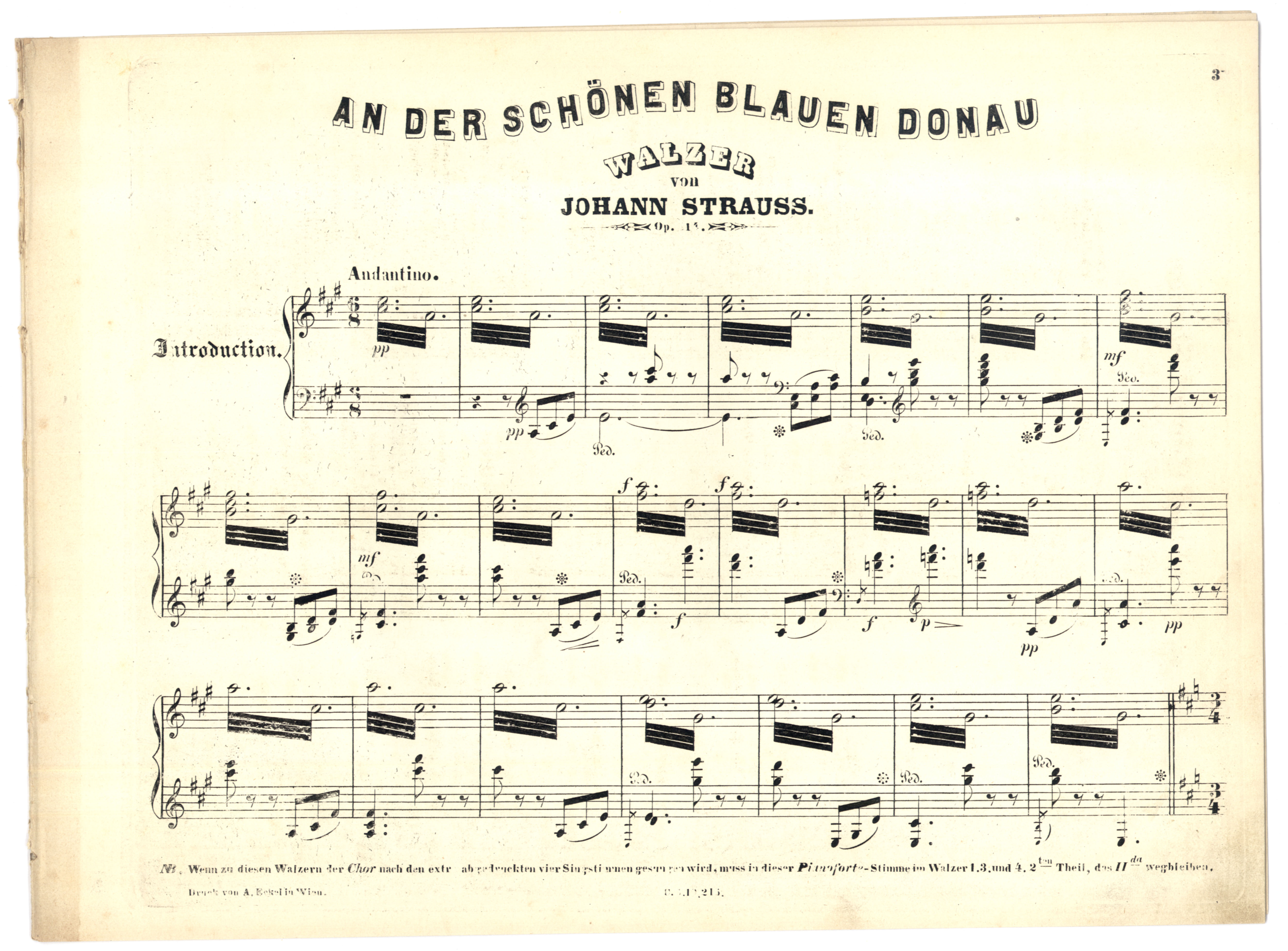
Noterna
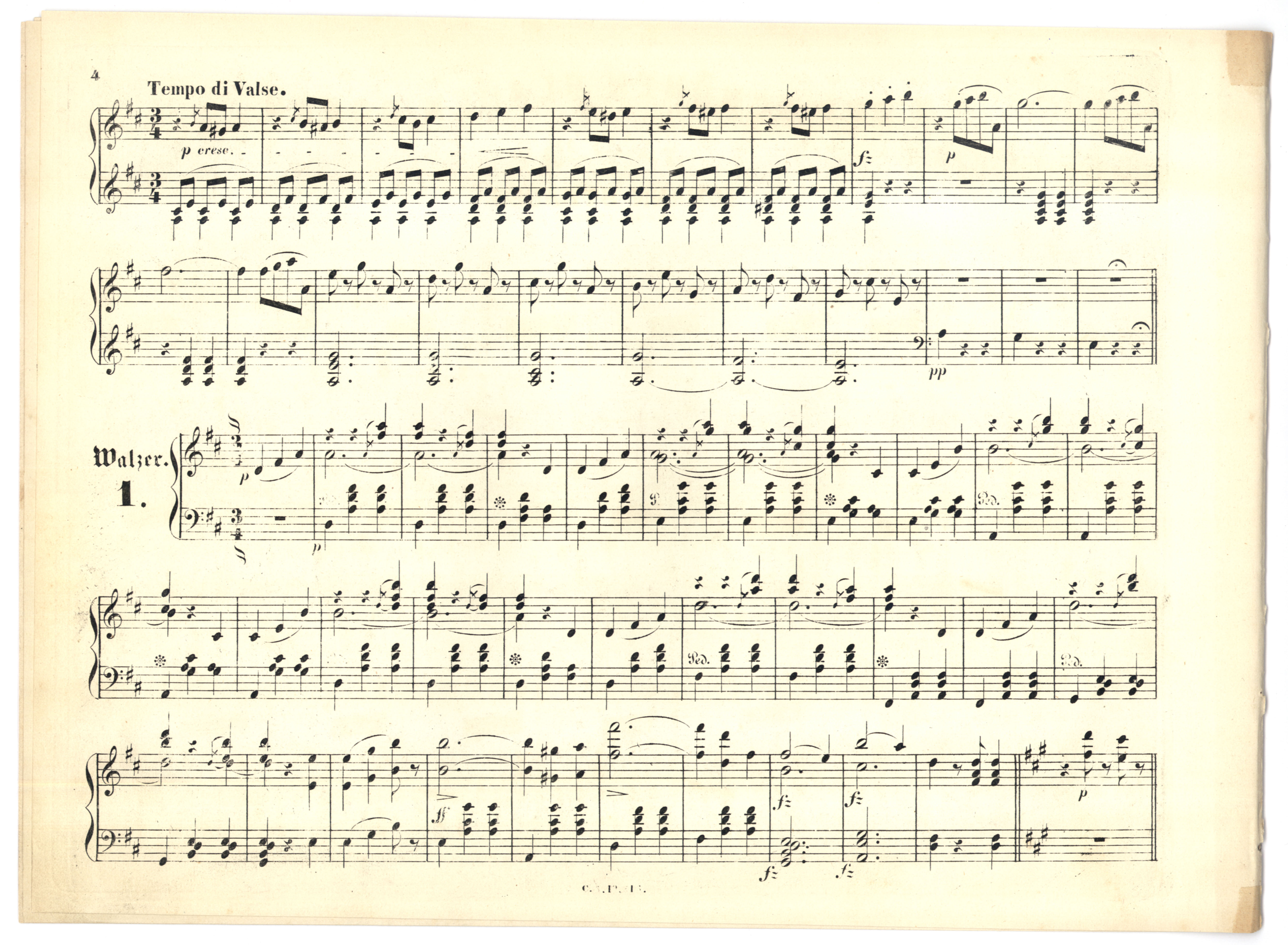
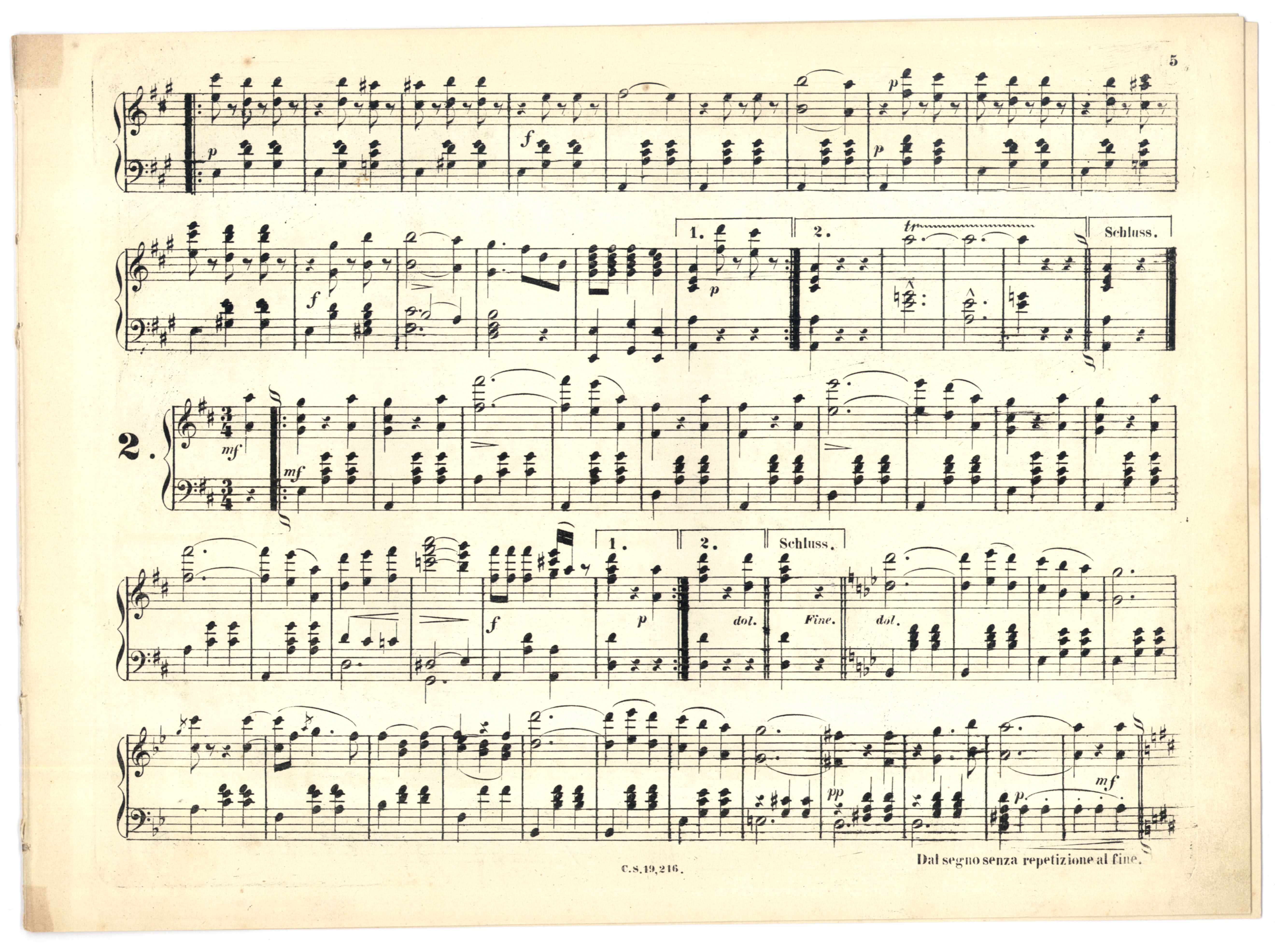
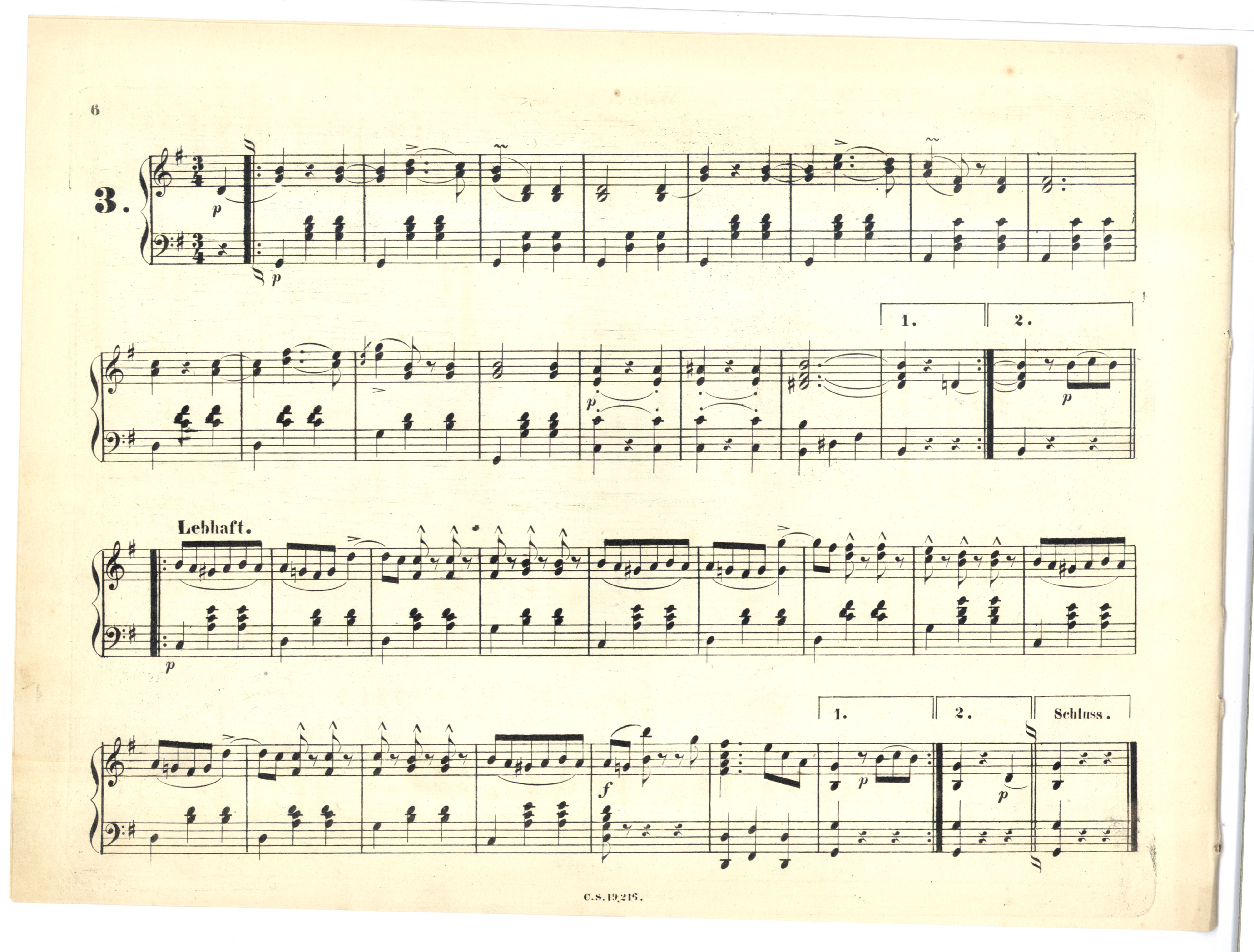
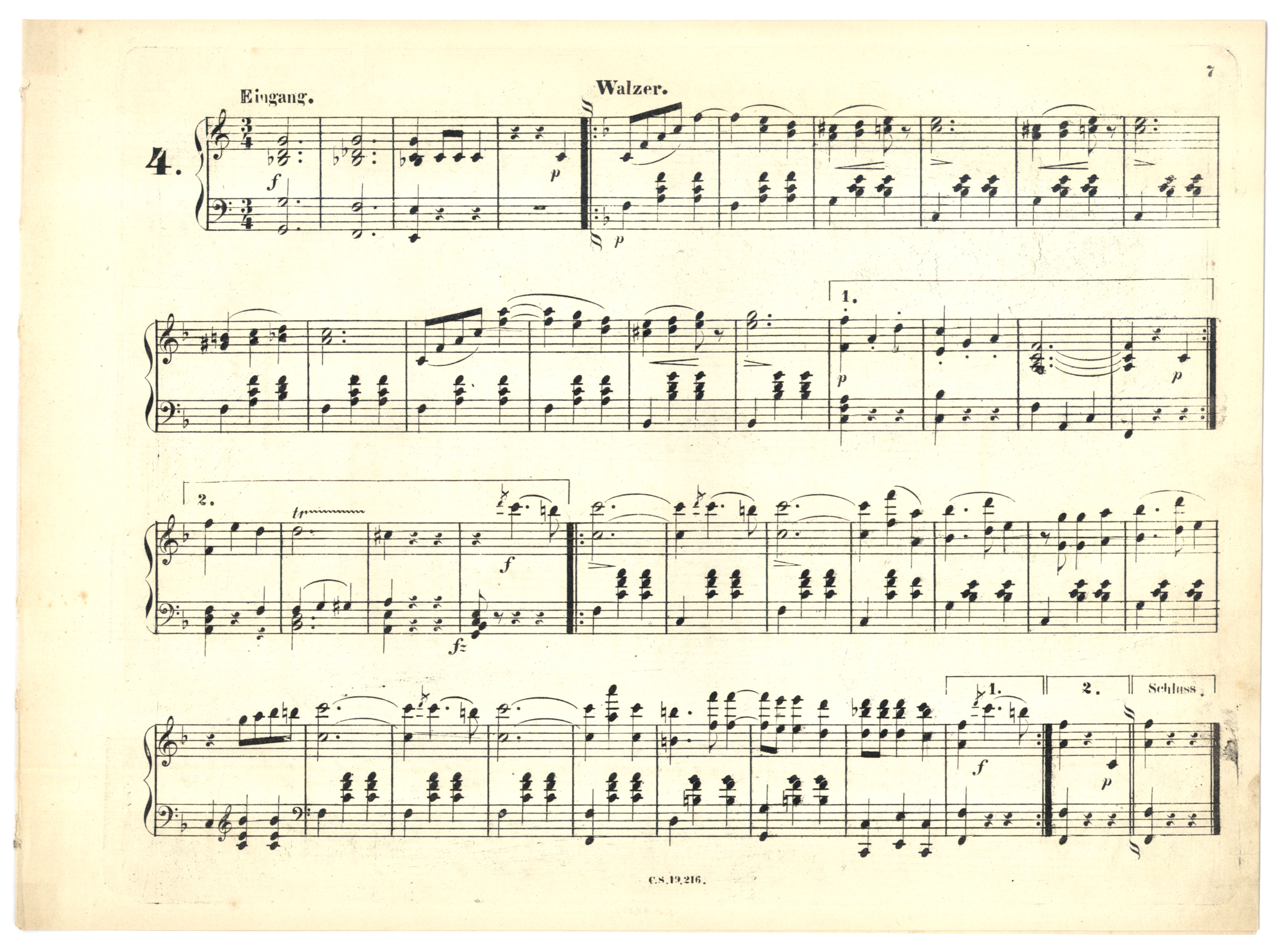
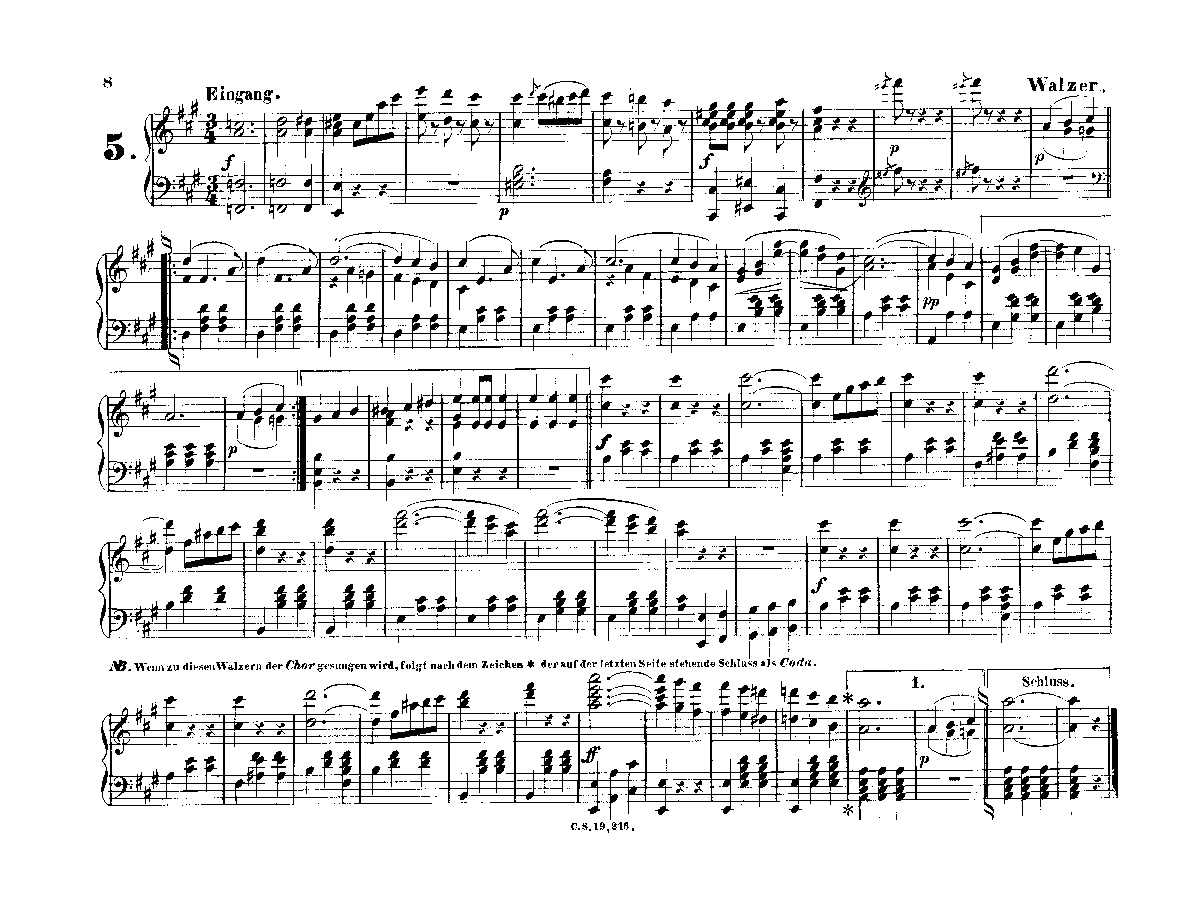
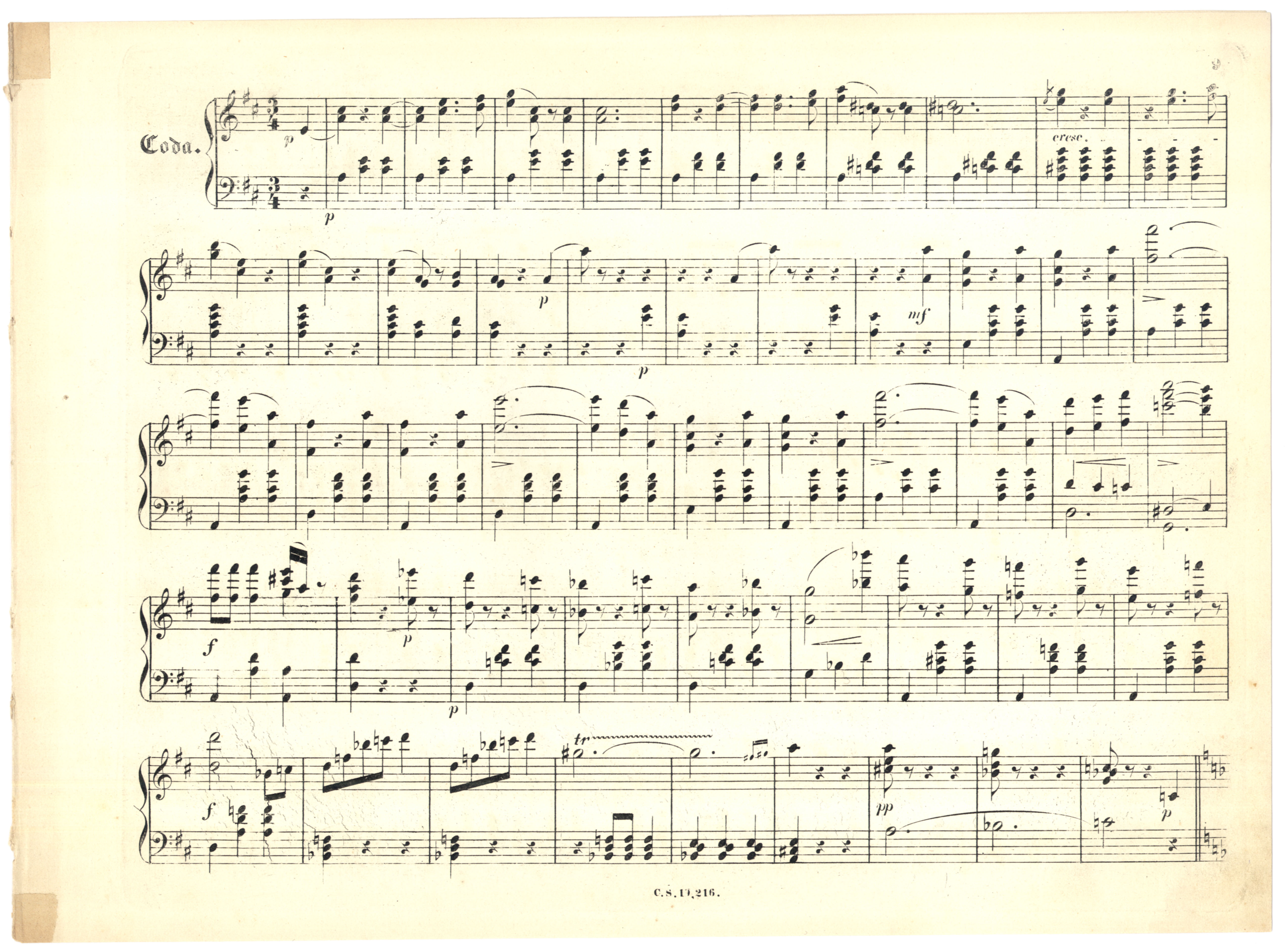
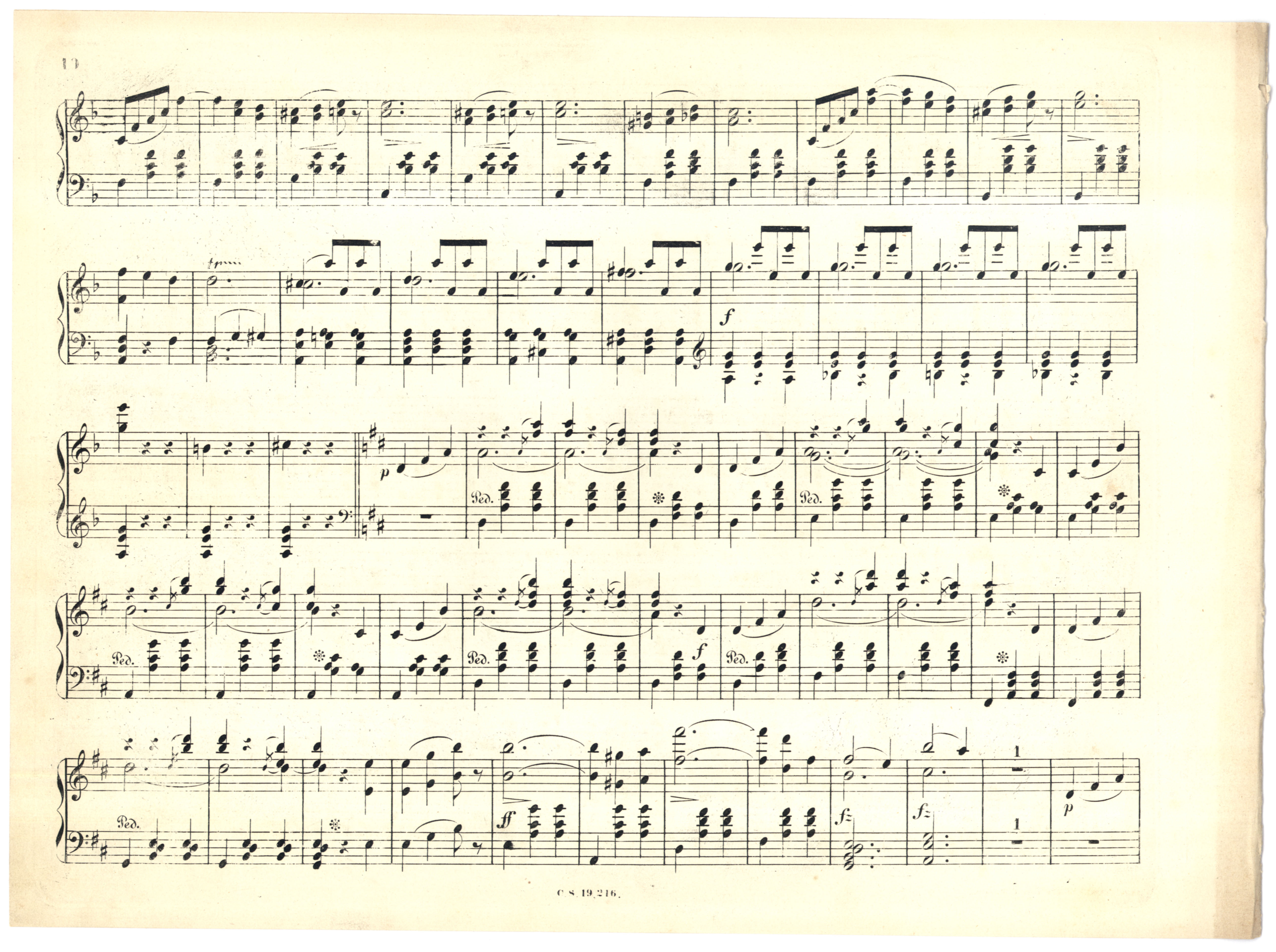
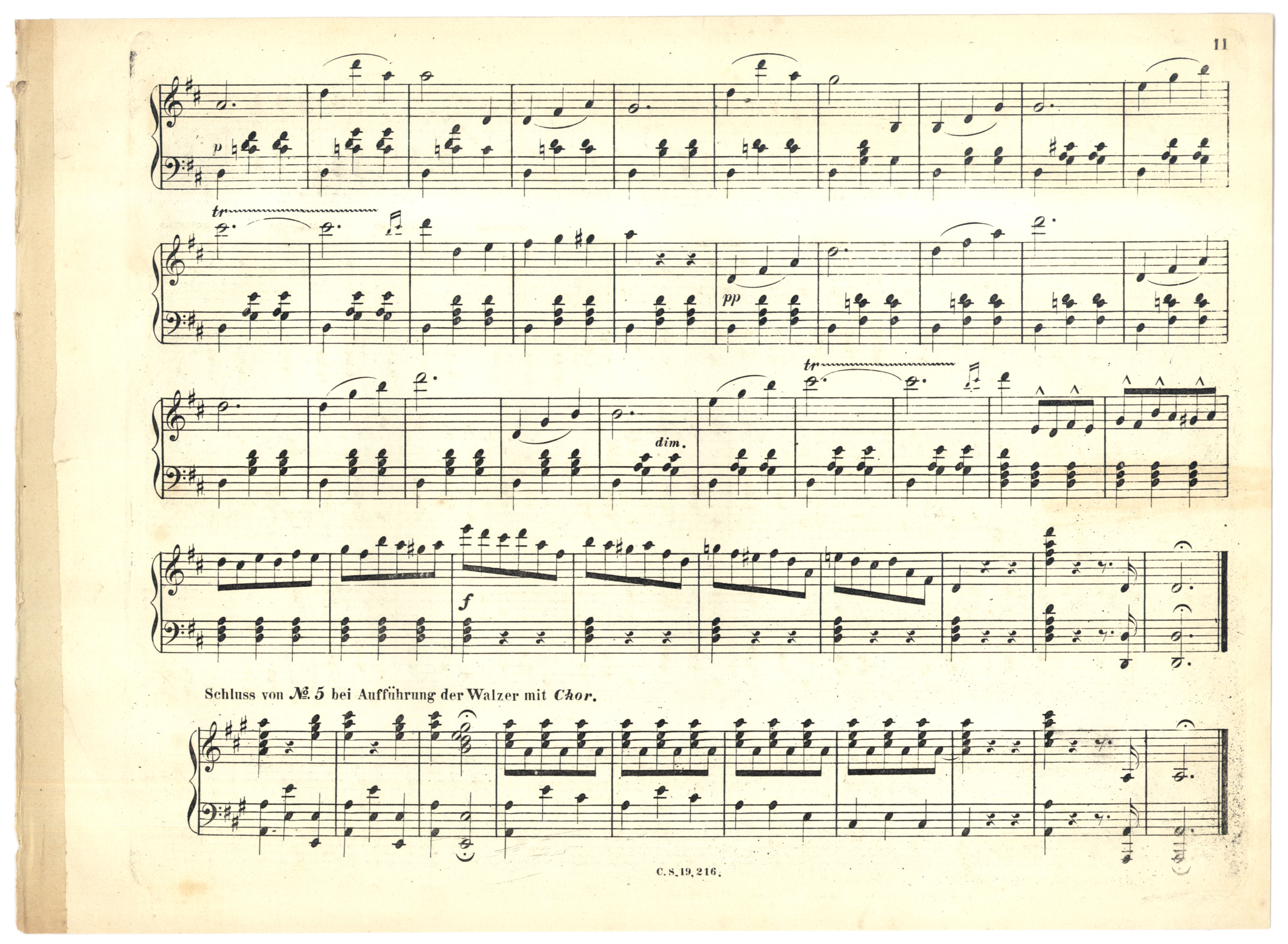